# 中性子爆弾
中性子爆弾（、英: neutron bomb）は、核兵器の一種。核爆発の際のエネルギー放出において中性子線の割合を高め、生物の殺傷能力を高めたもの。放射線強化弾頭とも呼ばれる。

## 概要
通常の核爆発の効果と比較して、爆風や熱線などへのエネルギー放出割合が低く、中性子線の放射割合が高い。熱核爆発はビルが数棟破壊される程度の破壊力である一方、中性子線は透過力が強く、薄い鉛などの金属板も透過する。厚いコンクリートや水など遮蔽物に覆われた地下核シェルター等への攻撃能力は小さいものの、地下鉄程度であれば透過するため、都市圏であればほとんど助かる可能性はないと言える。よって建造物などの被害は相対的に減少させることができるが、人間を始めとする生物を放射線障害により死傷させることができ、爆風などの被害半径よりも中性子線による被害半径のほうが大きくなっている。
熱線や爆風に対しては、密閉された戦車や艦船の防御力が予想以上に高いことが証明されている。たとえば、1946年にビキニ環礁で行われた核実験「クロスロード作戦」では、空中と水中で計2回の核爆発を起こしたものの、実験標的となった約70隻の艦船のうち、たった13隻しか沈没させることができなかった。しかし、中性子線による攻撃なら、それらの装甲を貫いて兵員を殺傷できるため、効果的に核兵器を運用できる。なお、アメリカ合衆国で開発を主導したのはユダヤ系イギリス人であったサミュエル・T・コーエンである。
中性子爆弾は、戦術核兵器として使用後の占領時に市街の建造物やインフラ設備を利用できるようにするために爆発力を縮小させており、主として自軍地上部隊の行動を視野に入れた運用が考えられていた。そのため、弾頭威力も核兵器としては小さく、残留放射能も少量になるように設計されている。

## 通常の核兵器との違い
通常の核兵器との構造の違いは、中性子反射材にある。通常は、核反応を効率化させるために、弾頭の内殻をウラン238などの中性子反射材で覆う。しかし、中性子爆弾においては、それにクロムやニッケルなど用いて、中性子の吸収・反射を抑えている。そのため、核反応によって発生した中性子線が、周囲に放射されるようになっている。中性子線の発生にあたっては、核分裂よりも核融合の方が効率が良いため、水素爆弾が用いられる。
多量のトリチウムを必要とするが、トリチウムは半減期が12.3年と短く、性能の維持には定期的なトリチウム交換を必要とする。

## 開発の経緯
放射線を強化した核兵器の概念は1958年にローレンス・リバモア国立研究所で考案され、最初の実験は1963年にネバダ核実験場で行われている。1970年代にはスプリント 弾道弾迎撃ミサイル用のW66に中性子弾頭が使用された。これは当初、中性子線による電子機器への障害発生を用いて、弾道ミサイル迎撃に用いる手段として考えられたためである。その後、1kt（キロトン）の弾頭ならば、被害半径を1,000m程度に抑えられることもあって、戦術核兵器としての利用が考えられた。これによりMGM-52ランス 短距離弾道ミサイルのW70-3も1980年代に開発され、W79 核砲弾にも使用された。